# Nowend Lorenzo
Pour les articles homonymes, voir Lorenzo.
Nowend Lorenzo, né le 2 novembre 2002 à Saint-Domingue, est un footballeur international dominicain qui évolue au poste d'avant-centre au CD Izarra, en prêt du CA Osasuna.

## Biographie

### Carrière en club
Né à Saint-Domingue en République dominicaine, Nowend Lorenzo est formé par le CA Osasuna en Espagne, où il commence sa carrière professionnelle en prêt, avec Subiza, une succursale d'Osasuna. Il joue son premier match avec l'équipe première du club en cinquième division le 2 octobre 2021.
La saison suivante, il est prêté au CD Izarra, en quatrième division espagnole.

### Carrière en sélection
Lorenzo est international des moins de 23 ans avec la République dominicaine,.
En janvier 2021, Nowend Lorenzo est convoqué pour la première fois avec l'équipe senior de République dominicaine,. Il honore sa première sélection le 19 janvier 2021, titulaire pour une défaite 0-1 contre Porto Rico,.